# حدش
حدش روستایی در شهرستان نخل، در استان باطنه جنوبی در پادشاهی عمان است.
جمعیت آن بر پایه سرشماری مرکز ملی آمار و اطلاعات دولتی در سال ۲۰۱۰، ۵۷ تن برآورد شده است. کد منطقه ۷۰۳۳۰۳۱۱ است.

## بن مایه
- همکاری‌کنندگان ویکی‌پدیا، «حدش (نخل)»، ویکی‌پدیای عربی، دانشنامهٔ آزاد (بازیابی ۲۶ آبان ۱۴۰۰)